# Ungemachit
Ungemachit ist ein sehr selten vorkommendes Mineral aus der Mineralklasse der „Sulfate“ (und Verwandte, siehe Klassifikation). Es kristallisiert im trigonalen Kristallsystem mit der Zusammensetzung K3Na8Fe3+[(NO3)2|(SO4)6]·6H2O, ist also chemisch gesehen ein wasserhaltiges Kalium-Natrium-Eisen-Nitrat-Sulfat.
Ungemachit entwickelt nur kleine Kristalle bis etwa einem Millimeter Größe mit tafeligem Habitus. In reiner Form ist er farblos und durchsichtig mit glasähnlichem Glanz auf den Oberflächen. Durch vielfache Lichtbrechung aufgrund von Gitterbaufehlern oder polykristalliner Ausbildung kann er aber auch weiß erscheinen und durch Fremdbeimengungen eine hellgelbe Farbe annehmen, wobei die Transparenz entsprechend abnimmt.

## Besondere Eigenschaften
Ungemachit ist bereits in schwacher Salzsäure löslich.

## Etymologie und Geschichte
Erstmals entdeckt wurde Ungemachit 1935 in der porphyrischen Kupfer-Lagerstätte bei Chuquicamata im Norden Chiles. Beschrieben wurde er 1936 durch Martin Alfred Peacock und Mark Chance Bandy, die das Mineral nach dem belgischen Kristallographen Henri Léon Ungemach (1879–1936) benannten, um dessen Studien über die natürlichen Sulfate Chiles zu ehren.

## Klassifikation
In der veralteten 8. Auflage der Mineralsystematik nach Strunz gehörte der Ungemachit zur Mineralklasse der „Sulfate, Chromate, Molybdate, Wolframate“ und dort zur Abteilung „Wasserhaltige Sulfate mit fremden Anionen“, wo er gemeinsam mit Ettringit, Humberstonit, Jouravskit, Klinoungemachit, Metasideronatrit, Metavoltin und Sideronatrit in der „Ettringit-Metavoltin-Gruppe“ mit der Systemnummer VI/D.07 steht.
In der zuletzt 2018 überarbeiteten Lapis-Systematik nach Stefan Weiß, die formal auf der alten Systematik von Karl Hugo Strunz in der 8. Auflage basiert, erhielt das Mineral die System- und Mineralnummer VI/D.16-020. Dies entspricht der Klasse der „Sulfate, Chromate, Molybdate und Wolframate“ und dort der Abteilung „Wasserhaltige Sulfate, mit fremden Anionen“, wo Ungemachit zusammen mit Carlosruizit, Darapskit, Fuenzalidait, George-Ericksenit, Humberstonit, Klinoungemachit und Witzkeit eine unbenannte Gruppe mit der Systemnummer VI/D.16 bildet.
Die von der International Mineralogical Association (IMA) zuletzt 2009 aktualisierte 9. Auflage der Strunz’schen Mineralsystematik ordnet den Ungemachit in die Klasse der „Sulfate (Selenate, Tellurate, Chromate, Molybdate und Wolframate)“ und dort in die Abteilung „Sulfate (Selenate usw.) mit zusätzlichen Anionen, mit H2O“ ein. Hier ist das Mineral in der Unterabteilung „Mit großen bis mittelgroßen Kationen; mit NO3, CO3, B(OH)4, SiO4 oder IO3“ zu finden, wo es zusammen mit Klinoungemachit und Humberstonit die „Ungemachitgruppe“ mit der Systemnummer 7.DG.10 bildet.
In der vorwiegend im englischen Sprachraum gebräuchlichen Systematik der Minerale nach Dana hat Ungemachit die System- und Mineralnummer 32.02.03.01. Das entspricht der Klasse der „Sulfate, Chromate und Molybdate“ und dort der Abteilung „Zusammengesetzte Sulfate“. Hier findet er sich innerhalb der Unterabteilung „Zusammengesetzte Sulfate (wasserhaltig) mit einfacher doppelanionischer Formel“ als einziges Mitglied in einer unbenannten Gruppe mit der Systemnummer 32.02.03.

## Bildung und Fundorte
Ungemachit bildet sich durch Oxidation von Pyrit unter ariden Klimabedingungen und findet sich als Riss- oder Hohlraumfüllungen in anderen massigen Eisensulfaten. Als Begleitminerale treten unter anderem Fibroferrit, Jarosit, Klinoungemachit, Metasideronatrit, Metavoltin und Sideronatrit auf.
Bisher (Stand: 2012) konnte das Mineral außer an seiner Typlokalität Chuquicamata in Chile nur noch im Bergwerk „New Cobar“ nahe der gleichnamigen Stadt Cobar im australischen Bundesstaat New South Wales nachgewiesen werden.

## Kristallstruktur
Ungemachit kristallisiert trigonal in der Raumgruppe R3 (Raumgruppen-Nr. 148) mit den Gitterparametern a = 10,90 Å und c = 24,99 Å sowie 3 Formeleinheiten pro Elementarzelle.